# Садовый лабиринт

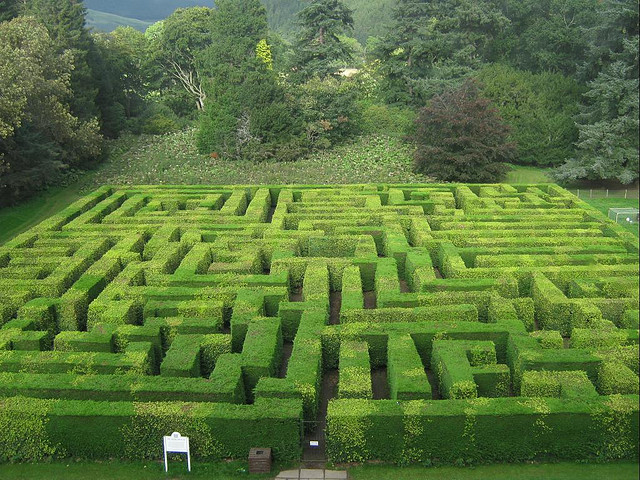
Лабиринт в саду Тракер-хаус

Садовый лабиринт, зелёный лабиринт, «живой» лабиринт — садовое украшение в виде лабиринта из живых изгородей или трельяжей. Исторически восходит к напольным лабиринтам в средневековых церквях.

## История
Непосредственный прототип лабиринта из живой изгороди — европейский узловой сад эпохи Возрождения. Итальянские эскизы садовых лабиринтов известны с 1460 года; несколько позднее во Франции (сады замка Вилландри, XV век) и в Италии (вилла д’Эсте, XVI век) начали создавать партеры в виде классических лабиринтов с явно выраженным центром. К середине XVI века появились лабиринты высотой до колена, состоявшие из вечнозелёных травянистых растений. Со временем предпочтение стали отдавать карликовому самшиту (благодаря его густой листве, выносливости и способности долго сохранять форму после стрижки), а ещё позже — тису, образующему высокие стены.
Ранние садовые украшения такого типа не были рассчитаны на долгие поиски пути к центру или к выходу: зелёный лабиринт представлял собой всего лишь уникурсальную дорожку для уединённых прогулок, способствующую философским размышлениям и медитативному созерцанию.
В 1570 году в саду Джусти (Верона, Италия) появился первый садовый лабиринт-путаница с извилистыми дорожками, большинство из которых ведут в тупик. Подобные ему сооружения имелись на вилле Ланте близ Витербо (Италия, XVI век) и возле замка Шенонсо (Франция, XVI век). В середине XVII века лабиринты-путаницы с высокими стенами и многочисленными тупиками широко распространились в Европе, а к концу столетия приобрели особую популярность в Англии.
Самым грандиозным из лабиринтов такого типа был Версальский, построенный по проекту Андре Ленотра для короля Людовика XIV в 1677 году. По совету Шарля Перро лабиринт был украшен группами скульптур и фонтанов, изображавшими сцены из басен Эзопа. Современники отмечали, что на дорожках Версальского лабиринта нетрудно заблудиться, и отзывались о нём с неизменным восхищением. Но эта постройка оказалась слишком дорогой в содержании и в 1778 году по приказу Людовика XVI была разрушена.
Старейший лабиринт из живой изгороди, сохранившийся до наших дней, — Хэмптон-Кортский лабиринт в Суррее (Англия), построенный в конце XVII века по заказу короля Вильгельма III. Он имеет чёткую трапециевидную форму и относительно несложен для прохождения.
Садовые лабиринты продолжали строить и в XVIII—XX веках. Некоторые из более поздних лабиринтов отличаются особой сложностью. Так, в 1978 году в парке усадьбы Лонглит (Уилтшир, Англия) был создан нерегулярный трёхмерный лабиринт с шестью мостиками, один из самых длинных в мире и самый длинный в Британии: общая протяжённость его дорожек составляет около 2,7 км (1,69 мили), а на постройку стен потребовалось более 16 000 тисовых деревьев.

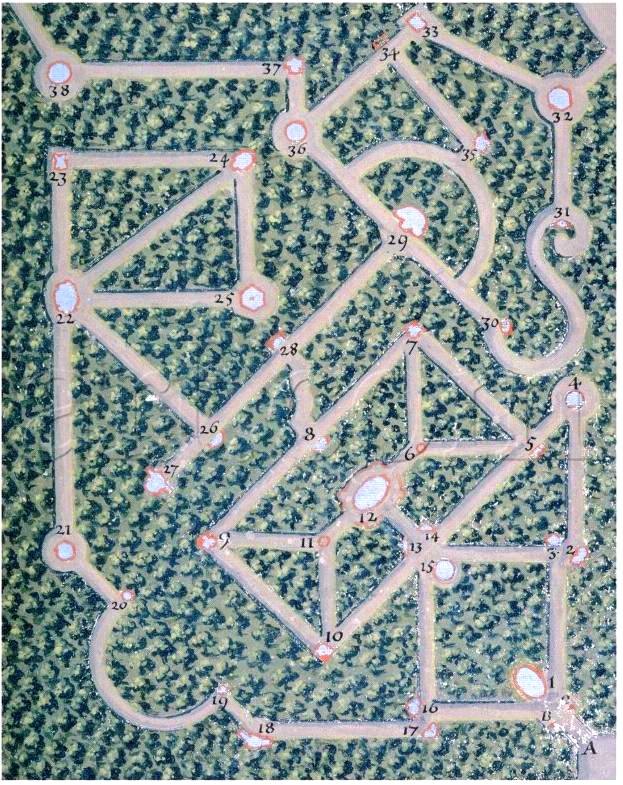
План Версальского лабиринта (гравюра Себастьяна Леклерка, раскрашенная Жаком Байи (фр. Jacques Bailly)
План Хэмптон-Кортского лабиринта
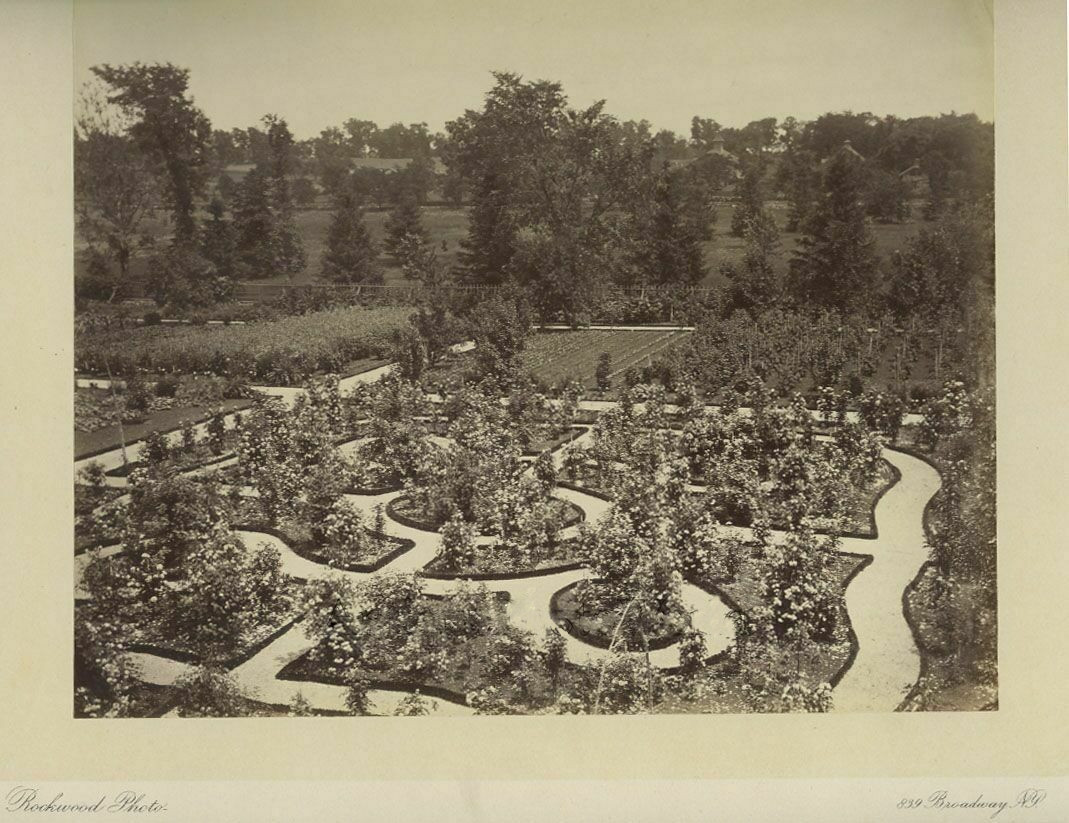
Садовый лабиринт в США. Фото Джорджа Роквуда[англ.], 1880-е годы
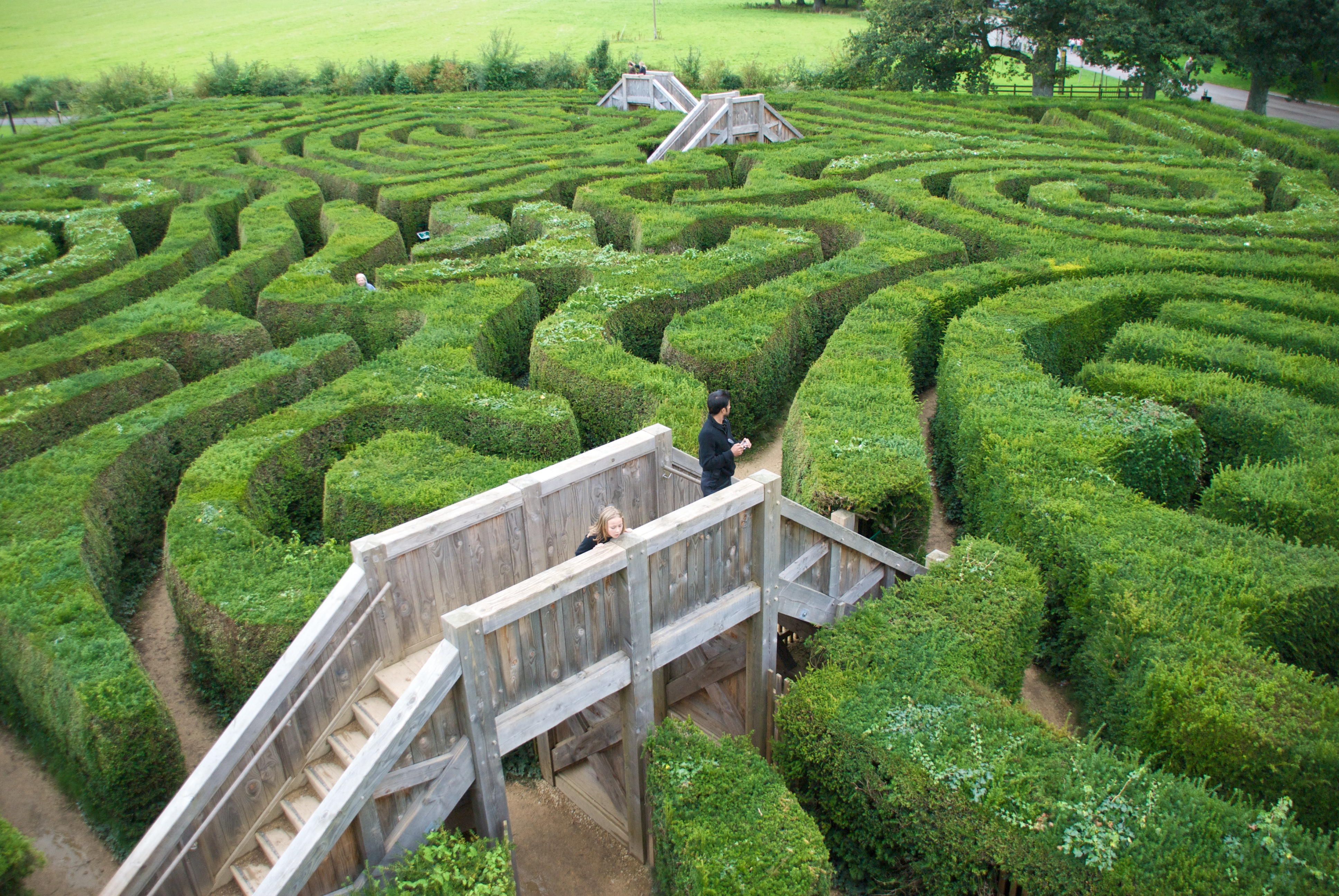
Лабиринт в Лонглите (Уилтшир, Англия)

## Места со знаменитыми садовыми лабиринтами

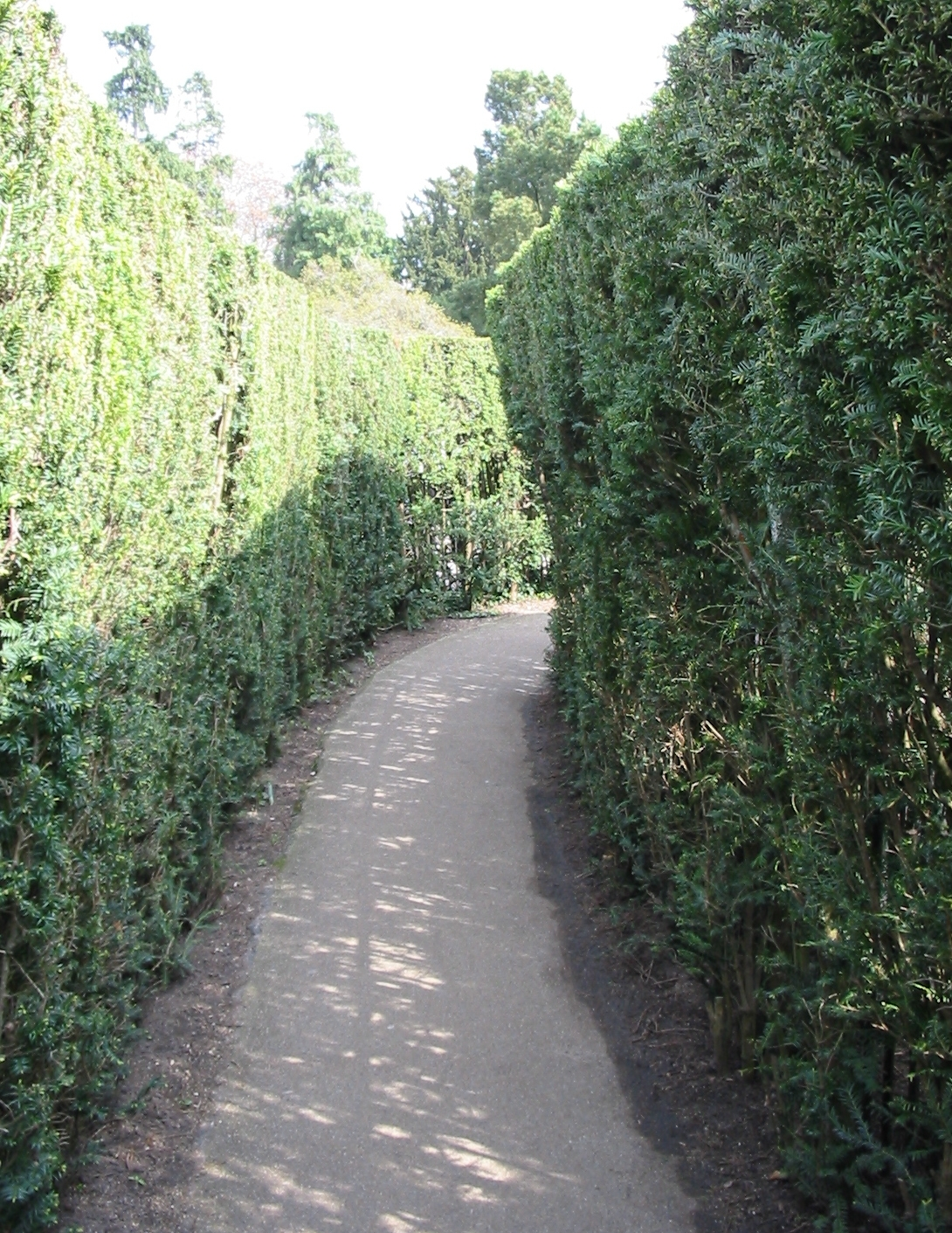
Хэмптон-Кортский лабиринт

- Ананасовая плантация Доула[англ.] (Оаху, Гавайи, США). Самый большой садовый лабиринт в мире (общая протяженность дорожек — около 4 км)[10]
- Блэкгэнг Чайн (остров Уайт, Англия)
- Бленхеймский дворец (Оксфордшир, Англия)
- Ботанический сад Миссури (Сент-Луис, Миссури, США). Мемориальный лабиринт Кэзера (англ. Kaeser Memorial Maze)
- Бридж-энд-гарденз[англ.] (Сафрон-Уолден, Эссекс, Англия)
- Вилла Визкайя (Майами, Флорида, США)
- World Botanical Gardens (Гавайи, США)
- Губернаторский дворец в Уильямсберге (Виргиния, США)
- Замок Лидс (Кент, Англия)
- Каслвелланский лесопарк[англ.] (Каслвеллан[англ.], Даун, Северная Ирландия). «Лабиринт мира» (англ. Peace maze), до 2007 года самый большой садовый лабиринт в мире (общая протяженность дорожек — 3147 м)[11]
- Лабиринт Орта (Барселона, Испания)
- Лонглит (Уилтшир, Англия)
- Лурейские пещеры (Лурей, Виргиния, США)
- Парижский Диснейленд. «Любопытный лабиринт Алисы» (англ. Alice’s Curious Labyrinth) по мотивам «Алисы в Стране Чудес»
- Пляж удовольствий в Блэкпуле[англ.] (Ланкашир, Англия). Лабиринт состоит из живых изгородей лишь частично
- Тракер-хаус[англ.] (Пиблсшир[англ.], Шотландия)
- Чатсуорт-хаус (Дербишир, Англия)
- Хэмптон-Кортский лабиринт (Суррей, Англия)
- Шёнбрунн (Вена, Австрия)
- Эгесков (замок на острове Фюн, Дания)